# ژاکاری
ژاکاری (به پرتغالی: Jacareí) یک شهر و شهر و شهرداری در برزیل است که در ایالت سائو پائولو واقع شده‌است. ژاکاری ۴۶۴٫۲۷ کیلومتر مربع مساحت و ۲۷۹٬۵۳۹ نفر جمعیت دارد و ۵۶۷ متر بالاتر از سطح دریا واقع شده‌است.